# Bacopa
Bacopa là một chi của 70-100 loài thực vật thủy sinh thuộc họ Plantaginaceae. Tên gọi của các loài trong tiếng Việt là rau đắng biển hay rau đắng bông. Trong tiếng Anh, nó thường được biết đến như waterhyssop (hay water hyssop, mặc dù điều này dễ gây hiểu nhầm vì Bacopa không có quan hệ họ hàng gần với Hyssopus mà đơn giản chỉ là có bề ngoài hơi giống nhau).

## Mô tả

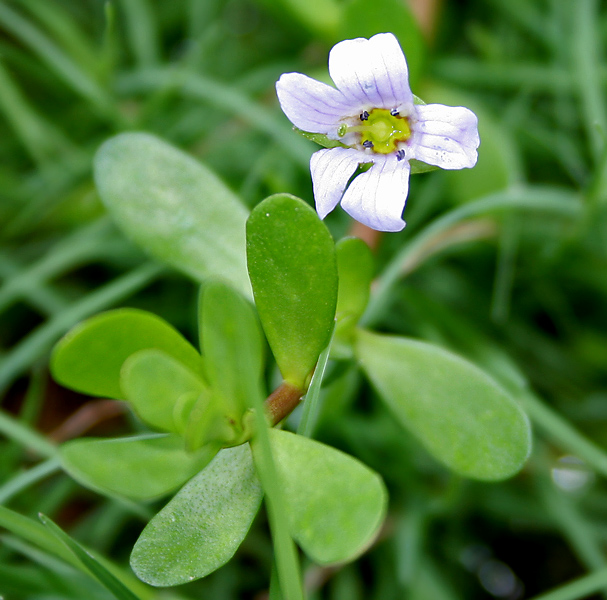
Bacopa monnieri ở Hyderabad, Ấn Độ.

Chúng là cây lâu năm, có thân cây bò sát đất hoặc mọc thẳng. Các lá cây mọc đối hoặc mọc vòng, và không có cuống lá. Phiến lá cân đối, từ thuôn tròn tới thẳng, và kiểu gân lá hình chân vịt hoặc lông chim. Thân có lông hoặc nhẵn. Hoa đơn độc hoặc thành cặp mọc từ nách lá, thường đối xứng tỏa tia, với 5 lá đài và 5 cánh hoa, và thường có màu trắng, xanh hoặc tím. Phát tán và nhân giống bằng hạt và các đoạn thân cây. Các loại lá nghiền có mùi chanh đặc biệt.

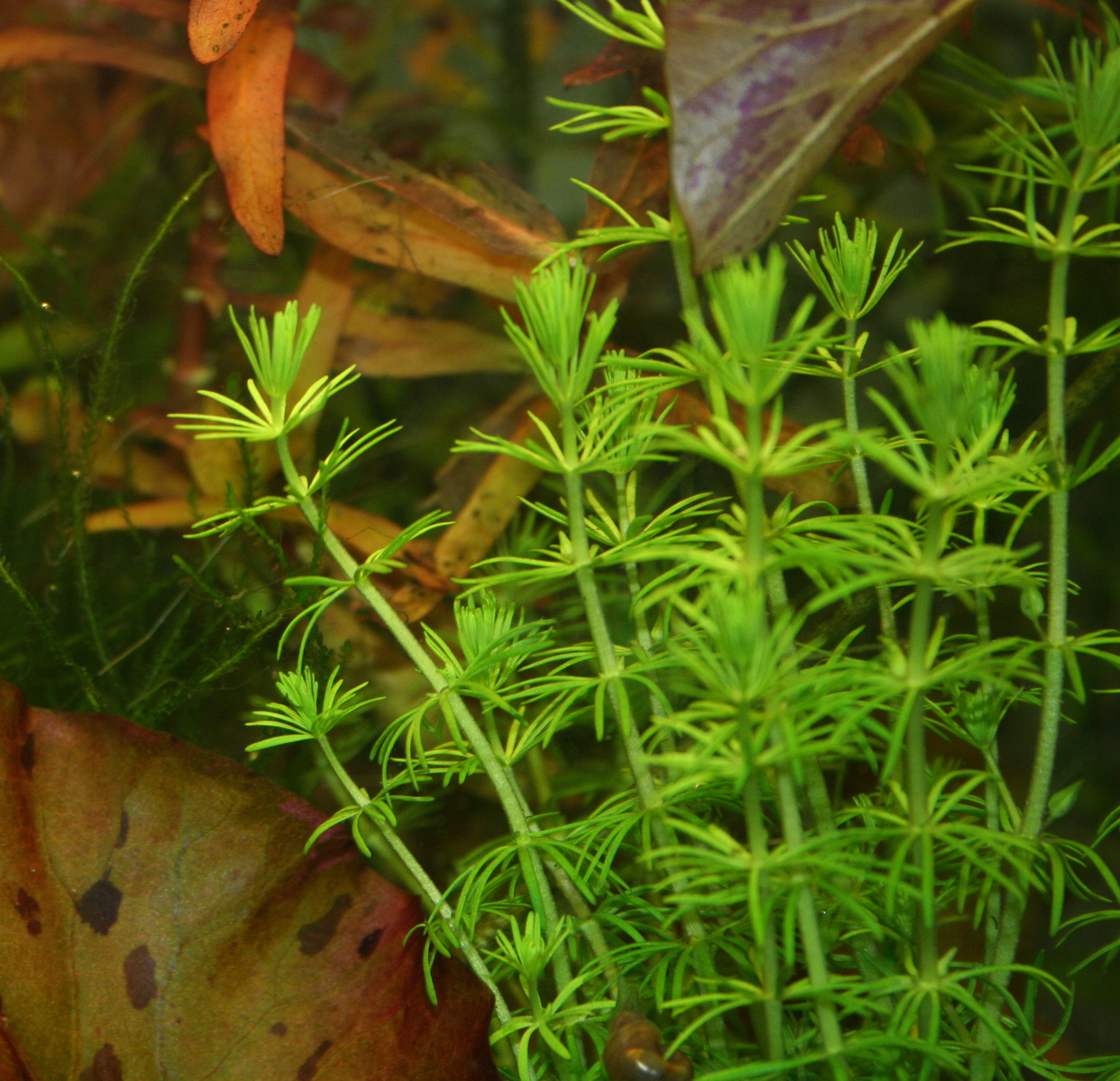
Bacopa myriophylloides

## Môi trường sống và phân bố
Các loài Bacopa được tìm thấy ở các vùng nhiệt đới và cận nhiệt đới, đặc biệt ở châu Mỹ. Một số loài được coi là cỏ dại và các mẩu dư thừa không nên đổ thành đống trong các khu vực nóng ấm. Hầu hết các loài phát triển trong các điều kiện nửa khô nửa ướt ẩm thấp, mặc dù một số loài như B. myriophylloides dường như là hoàn toàn thủy sinh.

## Sử dụng
Bacopa monnieri (đồng nghĩa Herpestis monniera) là quan trọng trong y học Ayurveda và đã từng được sử dụng, đặc biệt là ở Ấn Độ, trong vài ngàn năm với niềm tin rằng nó hỗ trợ chức năng tinh thần, bao gồm nhận thức (Dhi), trí nhớ (Dhriti), và hồi ức (Smriti).

## Canh tác
Một số trong các loài này thường được sử dụng trong bể cảnh nước ngọt, xung quanh và trong ao hồ trong khí hậu nóng ấm. Hầu hết là dễ trồng và phát triển chậm, nhưng đòi hỏi lượng ánh sáng từ trung bình đến lớn. Đa số các loài dễ trồng và sẽ chịu đựng được các điều kiện nước khác nhau. B. caroliniana ít nhất sẽ chịu đựng được nước lợ. Cây thường được trồng tốt nhất theo nhóm. Sự nhiễm độc tảo có thể là một vấn đề trong điều kiện chiếu sáng mạnh hơn.

## Một số loài
| - Bacopa aquatica Aubl. - Bacopa caroliniana (Walter) B.L.Rob. – lemon bacopa, blue water hyssop, giant bacopa - Bacopa crenata (P.Beauv.) Hepper - Bacopa decumbens (Fernald) F.N.Williams - Bacopa eisenii (Kellogg) Pennell – Gila River waterhyssop - Bacopa floribunda (R.Br.) Wettst. – rau đắng bông. - Bacopa innominata (M.Gómez) Alain – tropical waterhyssop | - Bacopa lecomtei Bonati - Bacopa madagascariensis (Benth.) Pennell - Bacopa monnieri (L.) Pennell – rau đắng biển, rau sam trắng. - Bacopa myriophylloides (Benth.) Wettst. - Bacopa repens (Sw.) Wettst. - Bacopa rotundifolia (Michx.) Wettst. – disc waterhyssop - Bacopa stricta (Schrad.) Wettst. ex Edwall – yerba de culebra |

### Chuyển đi
- Mecardonia procumbens (Mill.) Small = B. procumbens (Mill.) Greenm.